# Cavandone
Cavandone è una frazione del comune italiano di Verbania, nella provincia del Verbano-Cusio-Ossola, in Piemonte. 
Situato sul Monterosso (416 s.l.m), domina il Golfo Borromeo. È situata all'interno del Parco nazionale della Val Grande ed è la più isolata tra le frazioni di Verbania. Dista 3,78 km da Pallanza.

## Storia
Il ritrovamento di massi incisi a coppelle fanno risalire all'età preistorica. 
Gli edifici testimoniano l'epoca medioevale, tramite portali e architravi monolitici su cui sono presenti incisioni create per proteggere da influssi maligni o segni distintivi dei proprietari.
Rimasto comune autonomo fino al 1927 è stato poi inglobato in Pallanza, quest'ultima incorporata nel 1939 in Verbania.

## Economia
Le attività principali in passato erano le attività agro-pastorali. Venivano coltivate: segale, canapa, vite, mele e noci. Quest'ultimo veniva poi utilizzato per produrre olio di noci. Veniva praticata anche la lavorazione della pietra fornita dal Monterosso.